# Helga Hanel
Helga Hanel, verheiratete Schweiberl, (* 11. Dezember 1937 in St. Johann in Tirol) ist eine ehemalige österreichische Skirennläuferin. Sie erzielte Ende der 1950er-Jahre mehrere Siege und Podestplätze in internationalen Rennen.

## Biografie
Hanel begann bereits früh mit dem Skilauf, schon ihre Eltern hatten den Skisport ausgeübt. Sie kam zum Skiclub ihres Heimatortes St. Johann in Tirol, gewann mehrere Jugendtitel auf Bezirks- und Landesebene und erhielt vom Tiroler Skiverband eine Ausnahmegenehmigung, um trotz ihres jungen Alters an den Tiroler Landesmeisterschaften teilnehmen zu können. Insgesamt gewann sie in ihrer Laufbahn sechs Tiroler Meistertitel. Hanel wurde 1957 in den Nationalkader des Österreichischen Skiverbandes aufgenommen und erreichte in diesem Winter mit Platz zwei im Slalom und Rang drei im Riesenslalom am Semmering ihre ersten Podestplätze in FIS-Rennen. Weitere gute Platzierungen in den zumeist schwächer besetzten FIS-B-Rennen folgten in den nächsten Jahren. Sie erzielte 1958 hinter Erika Netzer den zweiten Platz im Abfahrtslauf des Gamperney-Derbys in Grabs, siegte 1959 in der Abfahrt der Coppa Femina in Abetone und belegte ebenfalls 1959 zwei dritte Plätze im Slalom von St. Moritz sowie im Riesenslalom von Obergurgl. Bei den Österreichischen Meisterschaften 1959 in Kitzbühel stand sie dreimal auf dem Podest. Einen Startplatz bei den Olympischen Winterspielen 1960 konnte sie jedoch nicht erreichen, worauf sie im Frühjahr 1960 ihre Karriere beendete.
1962 absolvierte Hanel die staatliche Skilehrerprüfung, danach arbeitete sie mehrere Jahrzehnte in der Skischule St. Johann. Im Skiclub St. Johann war sie lange Zeit Funktionärin und Trainerin. Ihr Gatte Franz Schweiberl war Trainer am Arlberg und später im Weltcup Servicemann der Skifirma Kneissl.

## Erfolge in FIS-Rennen
- Siege:
  - Abfahrt der Coppa Femina in Abetone 1959
- Zweite Plätze:
  - Slalom am Semmering 1957
  - Abfahrt des Gamperney-Derbys in Grabs 1958
- Dritte Plätze:
  - Riesenslalom am Semmering 1957
  - Slalom in St. Moritz 1959
  - Riesenslalom in Obergurgl 1959